# Aleaume Boistel
Pour les articles homonymes, voir Boistel.
Aleaume Boistel, mort en  1383, est un prélat français du XIVe siècle. Boistel est archevêque de Tours en 1380-1383. Il joue un rôle dans diverses négociations pour  Charles VI et ne  réside que peu de temps dans son diocèse.